# Han är min sång och min glädje (musikalbum)
Han är min sång och min glädje utkom 1973 och är ett musikalbum med den kristna sångaren Pelle Karlsson. Albumet, som är producerat av Lennart Sjöholm, innehåller ett flertal av Pelle Karlssons kanske mest kända och omtyckta sånger, bland annat då titelspåret, som även blev populär även utanför frikyrkliga kretsar. Skivan innehåller även en kristen variant på Paul Ankas klassiker "My Way". Denna skiva är i skivsamlarkretsar känd som Sveriges vanligaste LP-skiva. Den är också i dessa kretsar känd som Pelle Karlssons gröna album. På Facebook finns en klubb, "Jag har skådat Pelle Karlsson", där medlemmarna rapporterar alla fynd av "Gröna Skivan", ofta med bild där de poserar med hittat exemplar.
Skivan var vid lanseringen ingen succé och sålde endast ca 5 000 exemplar det första halvåret, men efter ett framträdande i Nygammalt ökade försäljningen och skivan blev en sleeper hit och sålde mellan 300 000 och 500 000, en enorm mängd på 1970-talet. Under några veckor sålde den bättre än Abba.

## Låtlista

### Sida 1
1. "En ny tid är här"
2. "Morgon, middag eller kväll"
3. "Om du ville tro"
4. "Så stor är Jesu kärlek" (duett med Evie Tornquist)
5. "Han är Herre"
6. "Du är värdig"

### Sida 2
1. "Jag håller hans hand" ("My Way")
2. "Vi ville vara redo" ("I Wish We'd All Been Ready")
3. "Han är min sång och min glädje" ("There Goes My Everything")
4. "Dagen är så nära"
5. "Det lilla ljus" ("This Little Light of Mine")